# Eois coloraria
Eois coloraria là một loài bướm đêm trong họ Geometridae.